# Jeong Woo-yeong
Jeong Woo-yeong (Hangul: 정우영) (Incheon, 20 september 1999) is een Zuid-Koreaans voetballer die doorgaans als aanvaller of aanvallende middenvelder speelt. Hij verruilde VfB Stuttgart in juli 2025 voor Union Berlin, dat hem het voorgaande seizoen al huurde. Jeong debuteerde in 2021 in het Zuid-Koreaans voetbalelftal.

## Clubcarrière
Jeong verruilde de jeugd van Incheon United in januari 2018 voor die van Bayern München. Hier begon hij in de jeugd tot negentien jaar, waarna hij in 2018/19 basisspeler werd in het tweede team. Hiermee werd hij dat seizoen kampioen in de Regionalliga. Jeong debuteerde op 27 november 2018 ook in het eerste elftal, tijdens een wedstrijd in de Champions League tegen Benfica. Hij viel na 81 minuten in voor Thomas Müller. Bayern won met 5–1. Hij mocht dat seizoen ook een keer invallen in de Bundesliga, maar daarmee hield het voor hem op bij Bayern.
Jeong verruilde Bayern München in juli 2019 voor SC Freiburg. Nadat hij ook hier niet meteen aan spelen toe kwam, liet hij zich in de tweede helft van 2019/20 nog een halfjaar verhuren aan het tweede team van Bayern, inmiddels actief in de 3. Liga. Freiburg-coach Christian Streich maakte vanaf seizoen 2020/21 regelmatig gebruik van Jeong. Hij was dat jaar hoofdzakelijk invaller, maar werd in 2021/22 vooral basisspeler. Zijn teamgenoten en hij werden dat jaar zesde in de Bundesliga en haalden de finale van de DFB-Pokal. Jeong verloor zijn basisplaats in 2022/23 aan aankoop Ritsu Doan. Hij speelde dat jaar 26 speelronden, maar kwam in 22 daarvan in het veld als invaller. Hij maakte dat seizoen wel zijn eerste doelpunt in Europees verband, tijdens een 4–0 overwinning op FC Nantes in de Europa League.
Jeong tekende in juli 2023 voor drie jaar bij VfB Stuttgart.

## Interlandcarrière
Jeong speelde voor bijna alle Zuid-Koreaanse nationale jeugdelftallen vanaf Zuid-Korea –14. Hij debuteerde op 25 maart 2021 in het Zuid-Koreaans voetbalelftal. Bondscoach Paulo Bento liet hem toen een helft spelen tijdens een oefeninterland tegen Japan. Daarna werd hij soms geselecteerd voor het nationale team, maar vaak ook niet. Jeong maakte op 16 november 2021 zijn eerste interlandgoal. Hij zorgde toen voor het laatste doelpunt in een met 0–3 gewonnen oefeninterland in en tegen Irak. Bento selecteerde Jeong ook voor het WK 2022. Hierop kwam hij één helft in actie, tijdens een groepsduel tegen Ghana.

## Erelijst
| Competitie          |                   |                   |                   |                   |
| Competitie          | Aantal            | Jaren             |                   |                   |
| Bayern München II   | Bayern München II | Bayern München II | Bayern München II | Bayern München II |
| ------------------- | ----------------- | ----------------- | ----------------- | ----------------- |
| Regionalliga Bayern | 1x                | 2018/19           |                   |                   |
| 3. Liga             | 1x                | 2019/20           |                   |                   |
| Bayern München      |                   |                   |                   |                   |
| Bundesliga          | 1x                | 2018/19           |                   |                   |